# San Andrés de León Cortés Castro
San Andrés es un distrito del cantón de León Cortés Castro, en la provincia de San José, de Costa Rica.

## Geografía
San Andrés cuenta con un área de 16,10 km² y una altitud media de 1340 m s. n. m.

## Demografía
Para el año 2022, San Andrés cuenta con una población estimada de 1798 habitantes, y para el último censo efectuado, en 2011, San Andrés contaba con una población de 1578 habitantes.

## Localidades
- Poblados: Angostura (parte), Bajo Gamboa, Higuerón, Llano Grande, Ojo de Agua (parte), Rastrojales.

## Transporte

### Carreteras
Al distrito lo atraviesan las siguientes rutas nacionales de carretera:
- Ruta nacional 226
- Ruta nacional 336